# 労働党 (イスラエル)
イスラエル労働党（イスラエルろうどうとう、ヘブライ語: מפלגת העבודה הישראלית, ラテン文字転写: Mifleget ha-ʿAvoda ha-Yisraʾelit）は、イスラエルの政党。党首はメラヴ・ミカエリ。

## 概説
20世紀初頭からパレスチナへのユダヤ人入植を先導してきた政治勢力である労働シオニズム（社会主義シオニズム）の流れをくみ、建国後も長きにわたり与党として社会を主導してきた、イスラエル建国エスタブリッシュメント政党。パレスチナとの融和・共存を掲げる中道左派。新政党カディマ結成前は右派のリクードと並ぶ、イスラエルの二大政党の一つ。同党の首相は国防相を兼任する慣習がある。軍部の出身者が多く、エフード・バラック元党首は元参謀総長である。シモン・ペレス元首相など3人の議員が労働党を離党してカディーマへ移った。
イツハーク・ラビン元首相が陣頭指揮を執った1992年の第13回クネセト総選挙では驚異の44議席を獲得するものの、ラビンが1995年に暗殺されて以来、同党は衰退の一途をたどっており、1996年の第14回クネセト総選挙では34議席に減少、1999年の第15回クネセト総選挙では政権を奪回するものの26議席に減少、2003年の第16回クネセト総選挙では議席を更に下回り19に、2006年の第17回クネセト総選挙でも横ばいの19議席となった。2009年2月に実施された第18回クネセト総選挙では、世論調査などから議席を一桁にまで減少させると見られていたが、2008年12月27日からのガザ侵攻で支持を伸ばし、13議席を獲得して議会第四党となった。同年選挙後、首相に指名されたネタニヤフと政策合意を交わし、党員投票の結果、賛成680対、反対507で執行部側が勝利したことにより同政権への参画を決定。
しかしながら政権への参画は、右派との協調を良しとしない党内の急進左派との間に軋轢を生む。党首のバラックは国防相として留任するものの左派との対立はその間に先鋭化し、2011年1月、ネタニヤフ政権との協調を優先するバラックやマタン・ヴィルナイ副国防相ら5人は同党を集団離党し、新党「独立 （英語・ヘブライ語）」の結党に踏み切る。
2013年1月22日の第19回クネセト選挙では「独立」の分裂でひと桁にまで減らしていた議席を15まで回復した。選挙後はネタニヤフ政権に加わらず、最大野党となった。
2024年5月、イスラエルのすべての左翼政党と団結してひとつのブロックになることを目標にしているヤイル・ゴランが労働党の新しい党首に選ばれた。
2024年7月、4議席の労働党とクネセトに議席を持たない政党メレツは合併して民主党になった。

## 政策
労働党は、建国以来長らく政権を担ってきた。その中で、キブツなどを重視した社会主義的政策が労働党の中核でもあった。ところが、前述のとおり21世紀を迎えて以降は右派と協調することも多くなり、その中で右派政権の新自由主義政策を追認することもあった。ただ、ヤヒモビッチが党首になってからは、イスラエル国内で急速に増加しているワーキングプアについて警告するなどしており、今後、再び左派政党としての存在感を高められるかどうかが焦点となっている。

## 歴代党首
太字は首相経験者
| 代 | 党首（מנהיגים） | 党首（מנהיגים）                                                       | 在任期間          |
| -- | --------------- | --------------------------------------------------------------------- | ----------------- |
| 1  |                 | レヴィ・エシュコル（לֵוִי אֶשְׁכּוֹל）                                       | 1968年 – 1969年   |
| 2  |                 | ゴルダ・メイア（גולדה מאיר）                                          | 1969年 – 1974年   |
| 3  |                 | イツハク・ラビン（יצחק רבין）                                         | 1974年 – 1977年   |
| 4  |                 | シモン・ペレス（שמעון פרס）                                           | 1977年 – 1992年   |
| 5  |                 | イツハク・ラビン（יצחק רבין）                                         | 1992年 – 1995年   |
| 6  |                 | シモン・ペレス（שמעון פרס）                                           | 1995年 – 1997年   |
| 7  |                 | エフード・バラック（אהוד ברק）                                        | 1997年 – 2001年   |
| 8  |                 | ベンジャミン・ベン＝エリエゼル（بنيامين بن إليعازر, בנימין בןאליעזר） | 2001年 – 2002年   |
| 9  |                 | アムラン・ミツナ（עמרם מצנע）                                         | 2002年 – 2003年   |
| 10 |                 | シモン・ペレス（שמעון פרס）                                           | 2003年 – 2005年   |
| 11 |                 | アミール・ペレツ（עמיר פרץ）                                          | 2005年 – 2007年   |
| 12 |                 | エフード・バラック（אהוד ברק）                                        | 2007年 – 2011年   |
| 13 |                 | シェリー・ヤヒモビッチ（שלי יחימוביץ׳）                               | 2011年 – 2013年   |
| 14 |                 | イツハク・ヘルツォグ（יצחק הרצוג）                                    | 2013年 – 2017年   |
| 15 |                 | アビ・ガベイ（אברהם (אבי) גבאי）                                      | 2017年 – 2019年   |
| 16 |                 | アミール・ペレツ（עמיר פרץ）                                          | 2019年 – 2021年   |
| 17 |                 | メラヴ・ミカエリ                                                      | 2021年 – （現職） |

## 選挙結果

### クネセト
| 選挙     | 党首                  | 得票数                                       | %                                            | 議席数   | +/–      | 地位            |
| -------- | --------------------- | -------------------------------------------- | -------------------------------------------- | -------- | -------- | --------------- |
| 1969     | ゴルダ・メイア        | Alignmentの一部として                        | Alignmentの一部として                        | 49 / 120 |          | 与党            |
| 1973     | ゴルダ・メイア        | Alignmentの一部として                        | Alignmentの一部として                        | 44 / 120 | 5        | 与党            |
| 1977     | シモン・ペレス        | Alignmentの一部として                        | Alignmentの一部として                        | 28 / 120 | 16       | 野党            |
| 1981     | シモン・ペレス        | Alignmentの一部として                        | Alignmentの一部として                        | 40 / 120 | 12       | 野党            |
| 1984     | シモン・ペレス        | Alignmentの一部として                        | Alignmentの一部として                        | 37 / 120 | 3        | 与党            |
| 1988     | シモン・ペレス        | 685,363                                      | 30.02 (#2)                                   | 39 / 120 | 2        | 与党(1988–1990) |
| 1988     | シモン・ペレス        | 685,363                                      | 30.02 (#2)                                   | 39 / 120 | 2        | 野党(1990–1992) |
| 1992     | イツハク・ラビン      | 906,810                                      | 34.65 (#1)                                   | 44 / 120 | 5        | 与党            |
| 1996     | シモン・ペレス        | 818,741                                      | 26.83 (#1)                                   | 34 / 120 | 10       | 野党            |
| 1999     | エフード・バラック    | en:One Israelの一部として                    | en:One Israelの一部として                    | 23 / 120 | 11       | 与党(1999–2002) |
| 1999     | エフード・バラック    | en:One Israelの一部として                    | en:One Israelの一部として                    | 23 / 120 | 11       | 野党(2002–2003) |
| 2003     | en:Amram Mitzna       | 455,183                                      | 14.46 (#2)                                   | 18 / 120 | 5        | 野党(2003–2005) |
| 2003     | en:Amram Mitzna       | 455,183                                      | 14.46 (#2)                                   | 18 / 120 | 5        | 与党(2005)      |
| 2003     | en:Amram Mitzna       | 455,183                                      | 14.46 (#2)                                   | 18 / 120 | 5        | 野党(2005–2006) |
| 2006     | en:Amir Peretz        | 472,366                                      | 15.06 (#2)                                   | 18 / 120 | 増減なし | 与党            |
| 2009     | エフード・バラック    | 334,900                                      | 9.93 (#4)                                    | 13 / 120 | 5        | 与党(2009–2011) |
| 2009     | エフード・バラック    | 334,900                                      | 9.93 (#4)                                    | 13 / 120 | 5        | 野党(2011–2013) |
| 2013     | en:Shelly Yachimovich | 432,118                                      | 11.39 (#3)                                   | 15 / 120 | 2        | 野党            |
| 2015     | イツハク・ヘルツォグ  | en:Zionist Unionの一部として                 | en:Zionist Unionの一部として                 | 19 / 120 | 4        | 野党            |
| Apr 2019 | en:Avi Gabbay         | 190,870                                      | 4.43 (#6)                                    | 6 / 120  | 13       |                 |
| Sep 2019 | en:Amir Peretz        | 212,782                                      | 4.80 (#9)                                    | 5 / 120  | 1        |                 |
| 2020     | en:Amir Peretz        | en:Labor-Gesher-Meretzの政党連合の一部として | en:Labor-Gesher-Meretzの政党連合の一部として | 3 / 120  | 2        | 与党            |
| 2021     | en:Merav Michaeli     | 268,737                                      | 6.09 (#6)                                    | 7 / 120  | 4        | 与党            |
| 2022     | en:Merav Michaeli     | 175,922                                      | 3.69 (#10)                                   | 4 / 120  | 3        | 野党            |

1. ↑  Alignmentを構成する唯一の政党として
2. 1 2  en:Meimadとの政党連合の一部として
3. ↑  Gesherとの政党連合の一部として
4. ↑  労働党の議員のen:Amir Peretzとen:Itzik Shmuliは与党に参加したがen:Merav Michaeliは与党に参加しなかった.

### 総理大臣の直接選挙
| 選挙 | 候補者             | 得票数    | %         | 結果 |
| ---- | ------------------ | --------- | --------- | ---- |
| 1996 | シモン・ペレス     | 1,471,566 | 49.5 (#2) | 敗北 |
| 1999 | エフード・バラック | 1,791,020 | 56.1 (#1) | 勝利 |
| 2001 | エフード・バラック | 1,023,944 | 37.6 (#2) | 敗北 |

この制度は廃止された。